# Hollands Glorie (boek)

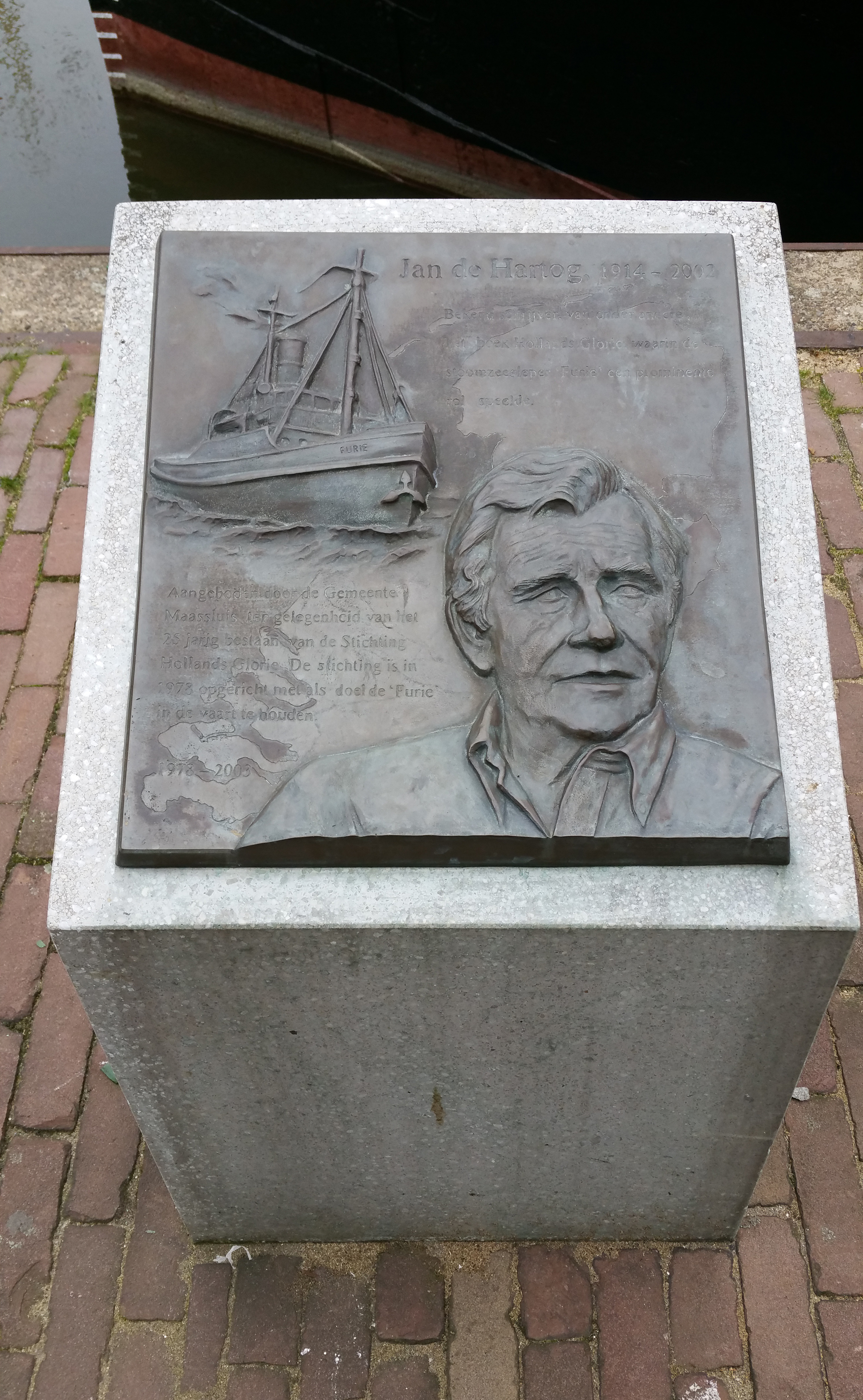
Plaquette van Jan de Hartog en sleepboot de Furie in Maassluis

Hollands Glorie, roman van de zeesleepvaart is een boek van Jan de Hartog. Het boek kwam uit in 1940 en is een klassieke roman met de zeesleepvaart als onderwerp. Het boek beschrijft het zware en gevaarlijke leven in de scheepvaart dat bovendien ook zeer slecht betaald werd. Het boek heeft geen politieke lading maar werd door de titel en inhoud in de oorlog een bestseller in bezet Nederland en een symbool tegen de Duitse bezetter. De gelijknamige televisieserie, gebaseerd op het boek, werd in 1977 uitgezonden.

## Achtergrond
Het boek is geïnspireerd op de geschiedenis van de rederijen Wijsmuller en Smit.
Een paar maanden voor de Duitse inval had De Hartog een tijdelijke betrekking aangenomen in de sleepvaart, bij Wijsmuller in IJmuiden, maar daar kwam al snel een eind aan toen de sleepboot door de bezetter werd buitgemaakt. De Hartog had noodgedwongen weer alle tijd voor het schrijverschap en voltooide onder druk van zijn uitgever het boek.

## Ontvangst
In een tijd dat Nederlanders zich door de bezetting sterk bewust waren van hun identiteit sloeg de nationalistische titel meteen aan, en de thematiek van onderdrukking was voor een goede verstaander ook toepasselijk. De roman werd een groot succes en werd ook door de critici lovend ontvangen. De bezetter had ook geen bezwaren. Sterker nog: de onderliggende kritiek op kapitalistische uitbuiting en ook het nationalisme pasten goed in het ideologische straatje der nationaalsocialisten. Nadat De Hartog in 1942 weigerde lid te worden van de Kultuurkamer werd het boek echter verboden. Het boek is in 1976 verfilmd als televisieserie en in 1977 werd van het boek een hoorspel gemaakt onder regie van Dick van Putten. In het hoorspel werden de belangrijkste rollen gespeeld/gesproken door: Piet Römer, Sacco van der Made, Marijke Merckens Jan Borkus, Gees Linnebank, Hans Veerman en Canci Geraerdts.]

## Verhaal
Het verhaal speelt aan het begin van de 20ste eeuw, tussen 1906 en 1920. De hoofdpersoon is zeeman Jan Wandelaar. Wandelaar begint als matroos, klimt op tot stuurman en wordt uiteindelijk een internationaal bekende kapitein in de zeesleepvaart. Het verhaal volgt Jan Wandelaar op zijn weg naar de top, een weg geplaveid met tegenslagen. Zo wordt hij ontslagen, verliest hij zijn huis, vergaat het schip de Ameland waar hij op vaart, overlijdt zijn vrouw Nellie, komt hij in de gevangenis terecht en wordt zijn tweede vrouw Riekie doodgeschoten - en dat zijn dan nog maar een paar van de rampen die Wandelaar overkomen.
Wandelaar wordt neergezet als een harde maar integere zeebonk die zich ondanks tegenslagen staande weet te houden. De rode draad in het verhaal is Wandelaars strijd tegen rederij Kwel & Co, een machtige rederij die alleen maar machtiger wil worden en daarbij geen middel schuwt, ook niet als dat ten koste gaat van mensen. Door rederij Kwel & Co komt Wandelaar in de gevangenis terecht, ook zit de rederij achter de dood van zijn vrouw Riekie.
Halverwege het boek begint Jan zijn eigen sleepvaartbedrijfje: Wandelaar & Co, eerst met één boot maar hij koopt er al snel meer bij en wordt zo een concurrent van Kwel & Co. Aan het einde van het boek sluit Wandelaar min of meer vrede met Kwel & Co. Hij stelt een fusie voor tussen zijn bedrijf en dat van Kwel op voorwaarde dat Kwel aftreedt als directeur, en zo geschiedt.